# Выставочный центр (станция метро)
«Вы́ставочный центр» («ВДНХ») (укр. «Виставко́вий центр»,  (слушать)о файле) — 50-я станция Киевского метрополитена. Расположена в Голосеевском районе, на Оболонско-Теремковской линии между станциями «Васильковская» и «Ипподром». Выходы со станции расположены на примыкании Васильковской улицы к проспекту Академика Глушкова, неподалёку от Национального экспоцентра Украины. Пассажиропоток — 21,5 тыс. чел./сутки. С 13 декабря 2023 года по 12 сентября 2024 года в связи с разгерметизацией тоннеля на перегоне Лыбедская—Демиевская, станция принимала поезда курсирующие в режиме челнока по маршруту Демиевская—Теремки, с основной частью линии связь была прервана на время ремонта.

## История

### Строительство
Согласно Государственной программе строительства и развития сети метрополитенов на 2006—2010 годы, станция должна была быть построена до 2008 года, однако в начале 2010 года территория строительства была только огрожена забором, активное строительство станции началось в конце 2010 года. Также на Васильковской улице (на Амурской площади и на пересечении с улицей Ломоносова) в конце 2010 — начале 2011 года сооружены две строительные площадки для монтажа проходческих щитов. На строительство станции в 2011 году выделяется 570 млн гривен.
28 января 2011 года на Амурской площади стартовал механизированный проходческий комплекс, который должен был сооружать правый перегонный туннель. По плану щит должен был прокладывать до 10 колец в день и продвигаться на 12 метров соответственно. В целом за месяц скорость строительства должна была достигнуть 250—300 м. Ещё два механизированных щита начали свою работу в марте. Первая сбойка правого перегонного туннеля состоялась 2 августа 2011. Вторая ровно через месяц 2 сентября 2011. Проходка участка левого перегонного туннеля, на котором был задействован немеханизированный щит, закончилась 13 августа 2011. Последняя сбойка произошла 21 октября 2011 года. 24 декабря 2011 года на станцию прибыл пробный поезд.

### Пуск
24 декабря 2011 года пущен первый/пробный поезд, началась рабочая обкатка перегона.
27 декабря 2011 года в 11 часов состоялась официальная церемония открытия станции с участием премьер-министра Украины Н. Я. Азарова. В 11:36 со станции отправился первый поезд, а 13:00 станция приняла первых пассажиров.
Станция стала 500-й станцией метрополитена, открытой на территории бывшего СССР, и 50-й Киевского метрополитена.

## Конструкция
Односводчатая станция мелкого заложения. Подземный зал с островной посадочной платформой. Оформление интерьера станции выполнено в современном технологичном стиле с элементами шахматного рисунка и использованием материалов отечественного производства. Платформа с юго-западной стороны соединена двумя лестничными маршами и лифтом с подземным вестибюлем, совмещённым с новым подземным переходом с трёхленточными эскалаторами под территорией, прилегающей к Васильковской улице. Позже переход планируется продлить и соединить с существующим переходом под Голосеевским проспектом, однако на 2025 год это ещё не сделано, и у станции есть 2 выхода — на чётной и нечётной сторонах ул. Васильковская.
Также на станции предусмотрены лифты на всех этапах подъёма на улицу и спуска с улицы для людей с ограниченными возможностями.

## Особенности путевого развития
В связи со сжатыми сроками строительства станции, было принято решение построить камеру съезда перед станцией. Таким образом, высадка пассажиров и посадка в обратном направлении в сторону станции «Героев Днепра» временно осуществлялась на платформе второго пути.
После открытия 25 октября 2012 года станции «Ипподром» сообщение с ней временно осуществлялось поездом-челноком по первому пути. Такая схема организации движения действовала до момента открытия станции «Теремки» 6 ноября 2013 года.

## Режим работы
Вход на станцию осуществляется с 5 часов 56 минут до 22 часов 28 минут. В режиме бомбоубежища станция работает круглосуточно.

## Изображения

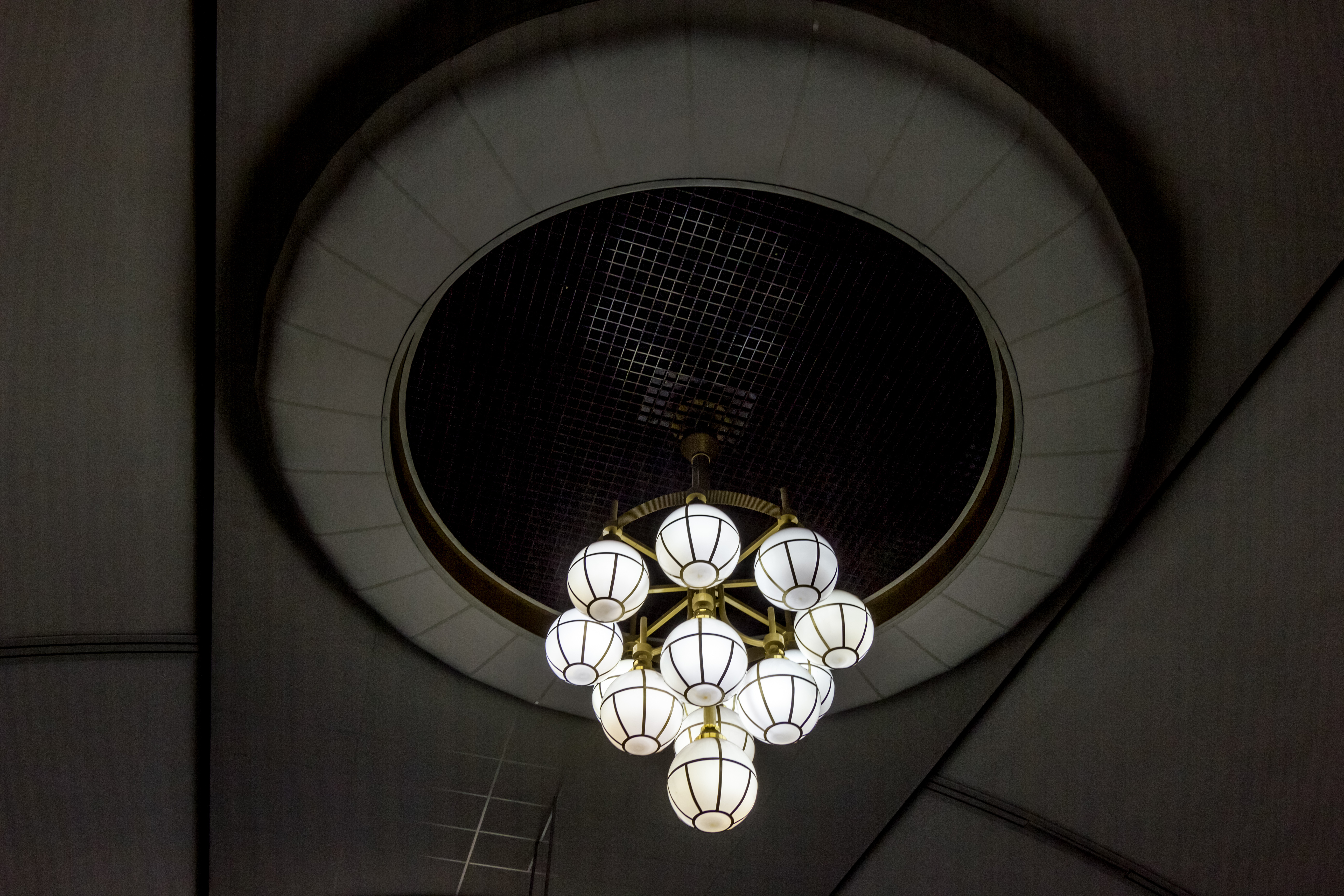
Светильник
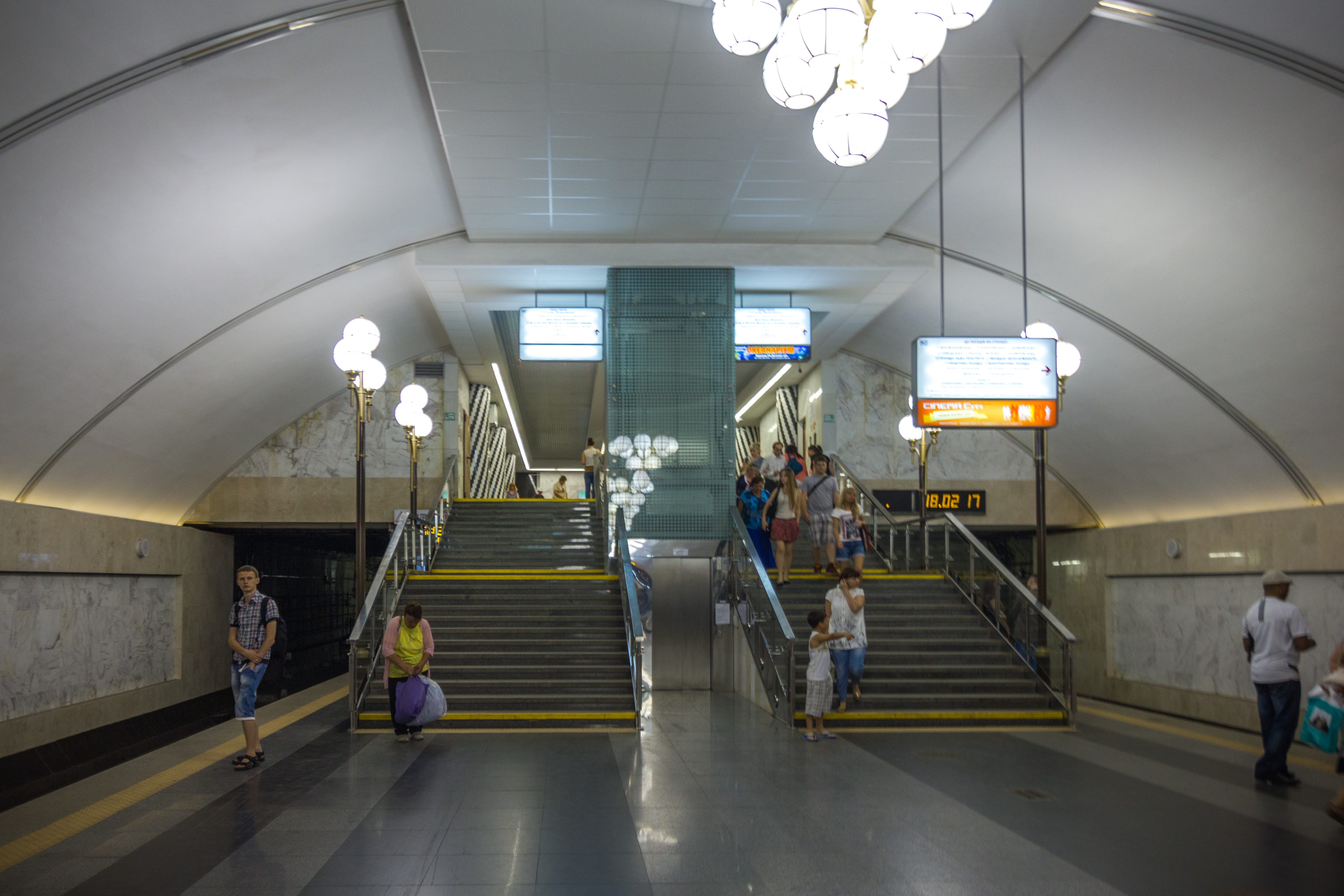
Выход в город
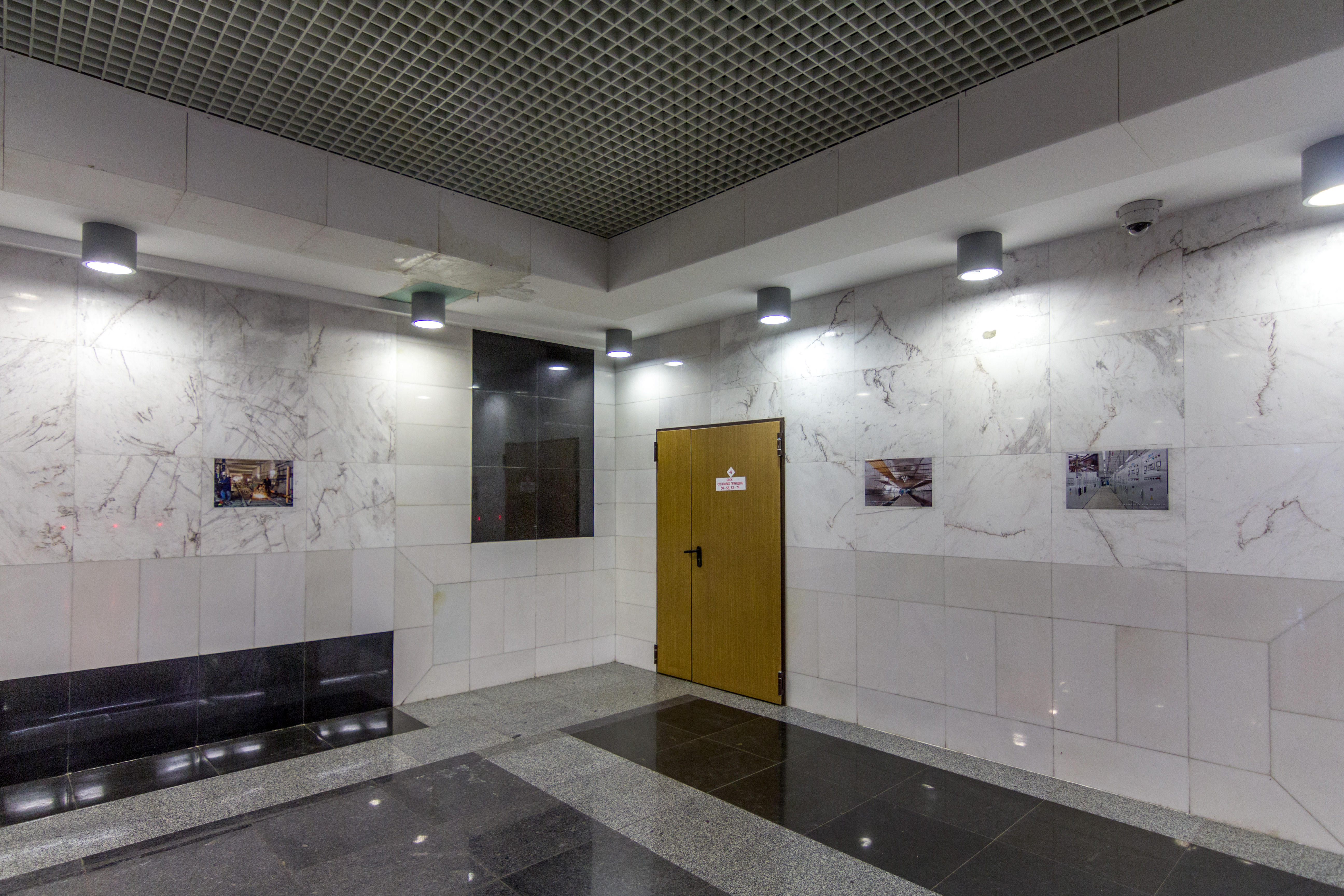
Подземный вестибюль
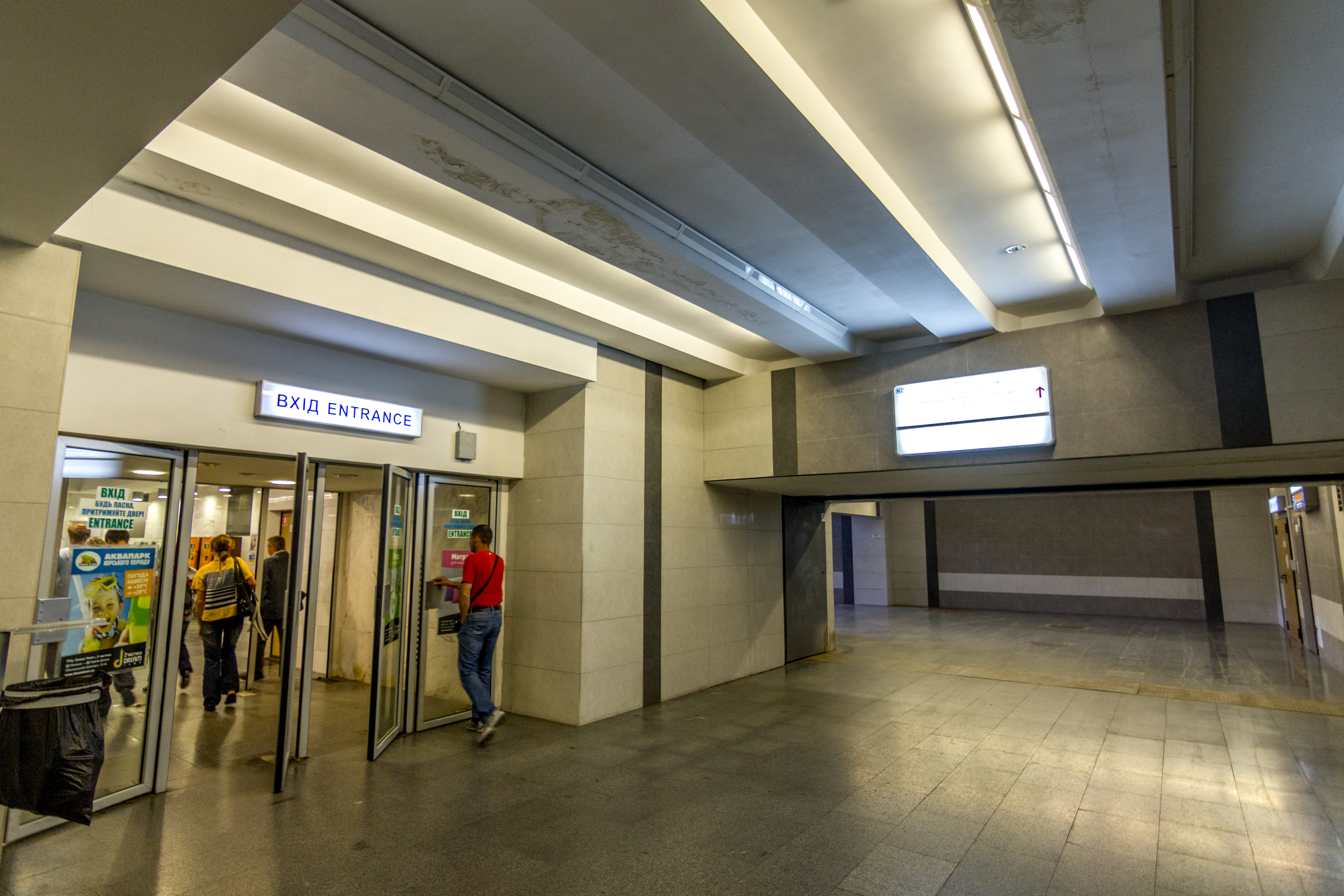
Вход на станцию из подземного перехода
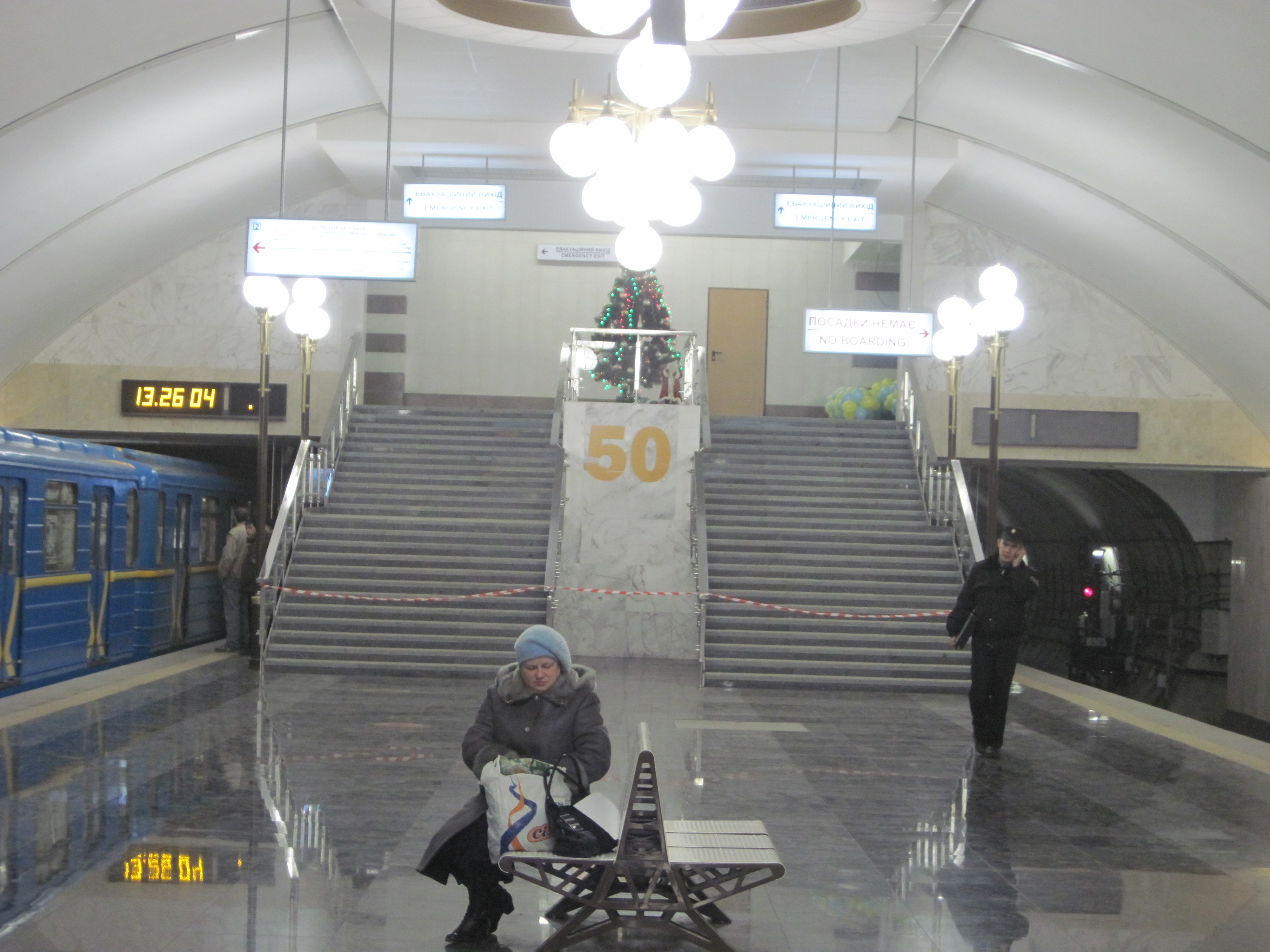
Лестница